# Hohenzollernplatz metróállomás
A Hohenzollernplatz egy metróállomás Németországban, a bajor fővárosban, Münchenben a müncheni metró U2-es és U8-as vonalán.

## Metróvonalak
Az állomást az alábbi metróvonalak érintik:
- U2

## Kapcsolódó állomások
A metróállomáshoz az alábbi állomások vannak a legközelebb:
- Scheidplatz (Feldmoching, U2)
- Josephsplatz (Messestadt Ost, U2)
- Josephsplatz (Neuperlach Zentrum, U8)
- Scheidplatz (Olympiazentrum, U8)

## Útvonal
| Vonal | Állomások |
| ----- | --- |
| U2    | Feldmoching – Hasenbergl – Dülferstraße – Harthof – Am Hart – Frankfurter Ring – Milbertshofen – Scheidplatz – Hohenzollernplatz – Josephsplatz – Theresienstraße – Königsplatz – Hauptbahnhof – Sendlinger Tor – Fraunhoferstraße – Kolumbusplatz – Silberhornstraße – Untersbergstraße – Giesing – Karl-Preis-Platz – Innsbrucker Ring – Josephsburg – Kreillerstraße – Trudering – Moosfeld – Messestadt West – Messestadt Ost |
| U8    | csak szombaton: Olympiazentrum – Petuelring – Scheidplatz – Hohenzollernplatz – Josephsplatz – Theresienstraße – Königsplatz – Hauptbahnhof – Sendlinger Tor – Fraunhoferstraße – Kolumbusplatz – Silberhornstraße – Untersbergstraße – Giesing – Karl-Preis-Platz – Innsbrucker Ring – Michaelibad – Quiddestraße – Neuperlach Zentrum                                                                                           |

## Átszállási kapcsolatok
| U2 (Feldmoching ↔ Messestadt Ost)        |                        |
| U8 (Olympiazentrum ↔ Neuperlach Zentrum) |                        |
| Állomás                                  | Átszállási kapcsolatok |
| Hohenzollernplatz                        | , 53 , 59              |